# Législature d'État de l'Alabama
Chambre de l'État d'Alabama, Montgomery
La législature d'État de l'Alabama (en anglais : Alabama Legislature) est l'organe législatif de l'État américain de l'Alabama.

## Composition
Elle se présente sous la forme d'un parlement bicaméral composé d'une chambre haute, le Sénat de 35 élus, et d'une chambre basse, la Chambre des représentants de 105 élus.
La législature siège à Montgomery, la capitale de l'État, au Capitole de l'État de l'Alabama jusqu'en 1985 puis à la suite d'une rénovation de celui-ci à la Chambre de l'État d'Alabama (Alabama State House) où elle se trouve toujours aujourd'hui.

## Histoire

### Fondation
La législature de l'Alabama est fondée en 1818 comme assemblée territoriale de l'Alabama.
En 1819, à la suite de la promulgation de la constitution de l'État de l'Alabama, le parlement territorial devient une législature d'État, appelée Assemblée générale. Elle est alors dominée par le Parti démocrate, un parti conservateur attaché aux droits fonciers et patrimoniaux et à l'esclavage.
En 1861, la législature approuve la sécession de l'Alabama envers les États-Unis d'Amérique. C'est au capitole de Montgomery que l'ensemble des parlementaires du Sud proclament ensuite la fondation de la Confédération des États d'Amérique. De février à mai 1861, Montgomery est alors la capitale provisoire des États confédérés.

### Reconstruction

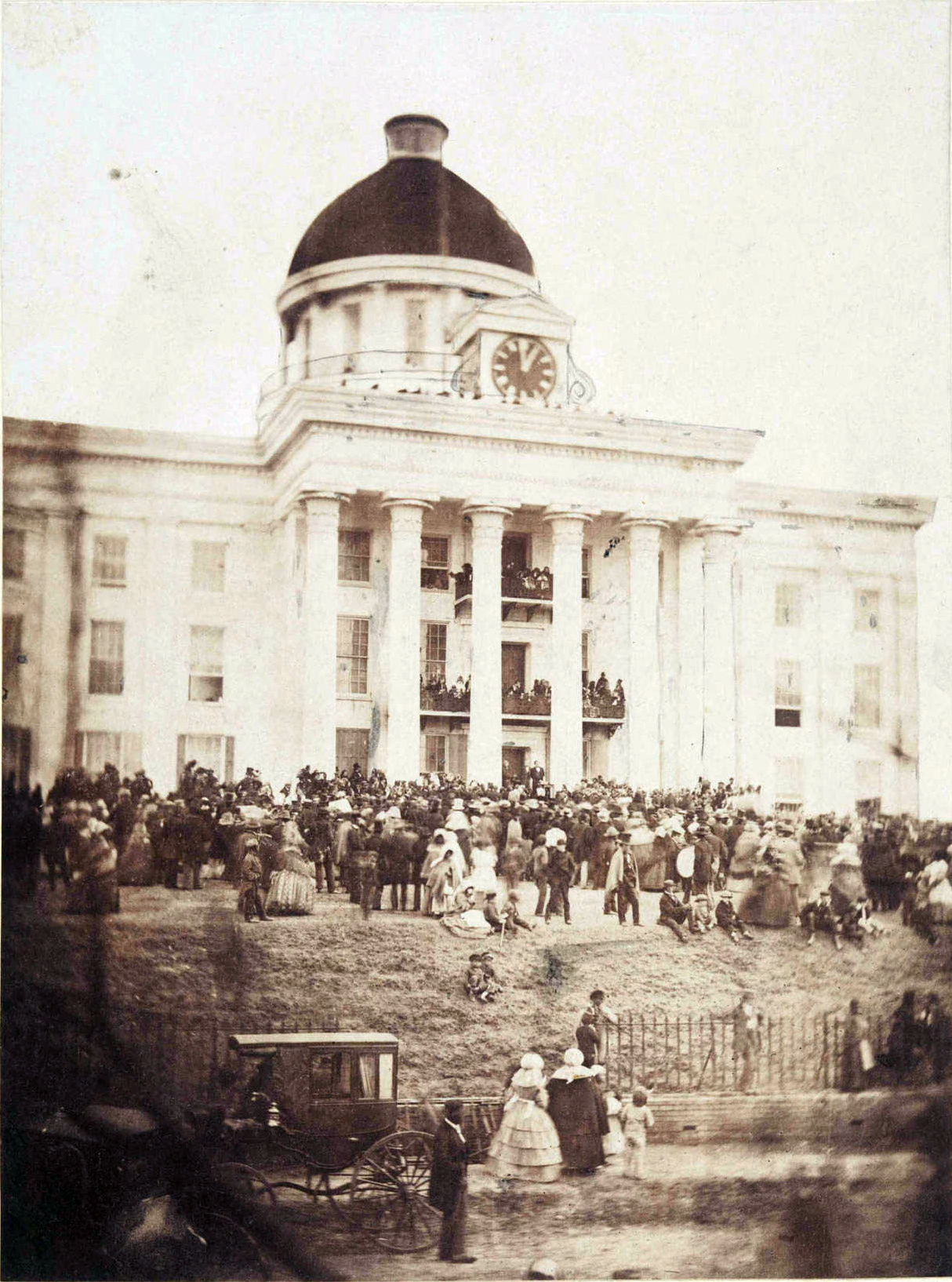
Jefferson Davis prêtant serment de président des États confédérés d'Amérique le 18 février 1861 sur les marches du Capitole de Montgomery, qui sera le premier Capitole des États confédérés.

Après la guerre de Sécession et la défaite des confédérés, ce n'est qu'en 1868 que l'Alabama fut réintégré avec ses droits d'État au sein des États-Unis d'Amérique. L'État est alors politiquement dominé par les républicains radicaux comprenant des Nordistes surnommés « carpetbaggers », et des Sudistes nommés « scalawags » ou « Southern Republicans », ainsi que des Afro-Américains libérés de l'esclavage. En effet, alors que les anciens partisans de la sécession étaient privés du droit de vote, les anciens esclaves se voyaient attribuer ce droit pour la première fois de leur vie et votaient pour les républicains, symboles du nord et d'Abraham Lincoln. Cette période est alors connue dans le Sud comme celle de la Reconstruction. Progressivement, les anciens partisans sécessionnistes recouvrèrent leurs droits civiques et en 1874, le Parti démocrate reprenait le pouvoir imposant pendant des décennies une politique ségrégationnistes intransigeante sur tout le territoire de l'Alabama alors que l'opposition républicaine disparaissait. Les constitutions de l'Alabama votées en 1875 et 1901 furent alors l'expression de cette domination démocrate, permettant l'adoption des lois Jim Crow, le démantèlement du Parti républicain local et le retrait du droit de vote des Afro-Américains.
La Constitution de 1901 change le nom de l'Assemblée générale en Législature de l'Alabama.

### Ère du combat pour les droits civiques (1955-1968)
C'est en 1955, dans un bus à quelques kilomètres du Capitole de l'Alabama que commença le combat des Afro-Américains pour recouvrir leurs droits civiques. Débuté par le refus de Rosa Parks de laisser sa place dans un bus à un blanc, le combat se poursuivit par le boycott des compagnies de transports en commun. À l'époque, les gouverneurs ségrégationnistes et le parlement tentèrent de résister aux revendications portées par le mouvement des droits civiques. En 1970, consacrant l'échec des ségrégationnistes, les premiers parlementaires noirs, depuis la période de Reconstruction, étaient élus à la législature de l'Alabama. 

### Période contemporaine
En mai 2007, la législature de l'Alabama est le quatrième parlement du Sud à présenter ses excuses pour l'esclavage.
À l'issue des élections du 2 novembre 2010, les républicains contrôlent les deux chambres pour la première fois depuis 136 ans. Ils conservent leur majorité aux élections de 2014 et 2018.